# La Costa (partido)
Pour les articles homonymes, voir Costa.
La Costa est un partido de la province de Buenos Aires fondée en 1978 dont le chef-lieu est Mar del Tuyú.